# Billy-sur-Oisy
Billy-sur-Oisy és un municipi francès, situat al departament del Nièvre i a la regió de Borgonya - Franc Comtat. L'any 2007 tenia 415 habitants.

## Demografia

### Població
El 2007 la població de fet de Billy-sur-Oisy era de 415 persones. Hi havia 192 famílies, de les quals 72 eren unipersonals (32 homes vivint sols i 40 dones vivint soles), 64 parelles sense fills, 48 parelles amb fills i 8 famílies monoparentals amb fills.
La població ha evolucionat segons el següent gràfic:
Habitants censats

### Habitatges
El 2007 hi havia 299 habitatges, 195 eren l'habitatge principal de la família, 88 eren segones residències i 16 estaven desocupats. 288 eren cases i 10 eren apartaments. Dels 195 habitatges principals, 154 estaven ocupats pels seus propietaris, 39 estaven llogats i ocupats pels llogaters i 2 estaven cedits a títol gratuït; 15 tenien dues cambres, 39 en tenien tres, 52 en tenien quatre i 90 en tenien cinc o més. 127 habitatges disposaven pel capbaix d'una plaça de pàrquing. A 97 habitatges hi havia un automòbil i a 81 n'hi havia dos o més.

### Piràmide de població
La piràmide de població per edats i sexe el 2009 era:
| Homes | Edats   | Dones |
| ----- | ------- | ----- |
| 0     | 95 o +  | 0     |
| 0     | 90 a 94 | 4     |
| 8     | 85 a 89 | 12    |
| 0     | 80 a 84 | 0     |
| 20    | 75 a 79 | 12    |
| 12    | 70 a 74 | 12    |
| 16    | 65 a 69 | 12    |
| 16    | 60 a 64 | 12    |
| 4     | 55 a 59 | 12    |
| 16    | 50 a 54 | 4     |
| 12    | 45 a 49 | 8     |
| 12    | 40 a 44 | 16    |
| 20    | 35 a 39 | 8     |
| 8     | 30 a 34 | 20    |
| 20    | 25 a 29 | 4     |
| 16    | 20 a 24 | 8     |
| 20    | 15 a 19 | 4     |
| 4     | 10 a 14 | 8     |
| 8     | 5 a 9   | 8     |
| 8     | 0 a 4   | 16    |

## Economia
El 2007 la població en edat de treballar era de 263 persones, 188 eren actives i 75 eren inactives. De les 188 persones actives 170 estaven ocupades (91 homes i 79 dones) i 18 estaven aturades (8 homes i 10 dones). De les 75 persones inactives 39 estaven jubilades, 24 estaven estudiant i 12 estaven classificades com a «altres inactius».

### Ingressos
El 2009 a Billy-sur-Oisy hi havia 188 unitats fiscals que integraven 402 persones, la mediana anual d'ingressos fiscals per persona era de 16.581 €.

### Activitats econòmiques
Dels 16 establiments que hi havia el 2007, 2 eren d'empreses alimentàries, 2 d'empreses de fabricació d'altres productes industrials, 3 d'empreses de construcció, 2 d'empreses de comerç i reparació d'automòbils, 2 d'empreses de transport, 1 d'una empresa immobiliària, 1 d'una empresa de serveis, 1 d'una entitat de l'administració pública i 2 d'empreses classificades com a «altres activitats de serveis».
Dels 6 establiments de servei als particulars que hi havia el 2009, 1 era un taller de reparació d'automòbils i de material agrícola, 2 paletes, 1 electricista i 2 perruqueries.
Dels 2 establiments comercials que hi havia el 2009, 1 era una botiga de menys de 120 m² i 1 una fleca.
L'any 2000 a Billy-sur-Oisy hi havia 14 explotacions agrícoles.

## Equipaments sanitaris i escolars
L'únic equipament sanitari que hi havia el 2009 era una ambulància.
El 2009 hi havia una escola maternal integrada dins d'un grup escolar amb les comunes properes formant una escola dispersa.

## Poblacions més properes
El següent diagrama mostra les poblacions més properes.